# District (England)
Et distrikt (engelsk: district) er i England den laveste ordinære enhed for lokalstyre. Distrikterne er dermed på samme niveau som danske kommuner. Flere distrikter er yderligere inddelt i såkaldt verdslige sogne (engelsk: civil parishes), som er administative enheder med begrænset myndighed. Niveauet over district er grevskab (se Englands counties) og derefter region (se Englands regioner). 

## Typer og antal distrikter
De ordinære distrikter er underlagt et grevskab, hvis de ligger i et, mens enhedslige myndigheder har de samme magtbeføjelser som både et county og et distrikt. Der adskilles desuden også mellem metropolitan boroughs og andre distrikter; de førstnævnte er selvstyrende og fungerer i praksis nærmest som de enhedslige myndigheder. Nogle distrikter omtales som borough (oprindeligt burh, ”befæstet by”, senere ”valgkreds”), men administrastionsmæssigt er der i dag ingen forskel mellem en borough og et district, og hvilken betegnelse som bruges er normalt et spørgsmål om historisk status. Nogle distrikter har titel af by, eller city på engelsk.
Antallet af distrikter har varieret med tiden, eftersom nogle er blevet slået sammen mens andre er delt op. Den seneste ændring var 1. april 2023, hvor en række landlige distrikter blev lagt sammen til enhedslige myndigheder i Cumbria, North Yorkshire, og Somerset. Siden 2023 har der været i alt 296 distrikter af forskellige typer:
- 36 metropolitan boroughs
- 32 bydele i London (London boroughs)
- 164 landlige distrikter (non-metropolitan districts)
- 62 enhedslige myndigheder (unitary authorities)
- 2 distrikter af særegen type, nemlig the City of London og the Isles of Scilly

Et distrikt kan yderligere være inddelt i kredse (wards) og/eller verdslige sogne. Disse enheder har et begrænset lokalstyre. Kredse bruges mest i byerne, således at hver bydel udgør en kreds. Sogn bruges med få undtagelse kun på landet, og består gerne af en landsby eller af flere nærliggende landsbyer.

## Liste over distrikter
Nedenfor er en liste over Englands distrikter, sorteret efter region. Befolkningstal er fra midten af 2019, og arealtal er i kvadratkilometer. Data er fra the Office for National Statistics.

### East Midlands
Der er 35 distrikter i the East Midlands.
| Distrikt                  | Befolkning | Areal (km2) | Type                | Ceremonielt grevskab |
| ------------------------- | ---------- | ----------- | ------------------- | -------------------- |
| Amber Valley              | 128.147    | 265         | Landligt distrikt   | Derbyshire           |
| Ashfield                  | 127.918    | 110         | Landligt distrikt   | Nottinghamshire      |
| Bassetlaw                 | 117.459    | 638         | Landligt distrikt   | Nottinghamshire      |
| Blaby                     | 101.526    | 130         | Landligt distrikt   | Leicestershire       |
| Bolsover                  | 80.562     | 160         | Landligt distrikt   | Derbyshire           |
| Boston                    | 70.173     | 365         | Landligt distrikt   | Lincolnshire         |
| Broxtowe                  | 114.033    | 80          | Landligt distrikt   | Nottinghamshire      |
| Charnwood                 | 185.851    | 279         | Landligt distrikt   | Leicestershire       |
| Chesterfield              | 104.900    | 66          | Landligt distrikt   | Derbyshire           |
| Derby                     | 257.302    | 78          | Enhedslig myndighed | Derbyshire           |
| Derbyshire Dales          | 72.325     | 792         | Landligt distrikt   | Derbyshire           |
| East Lindsey              | 141.727    | 1.765       | Landligt distrikt   | Lincolnshire         |
| Erewash                   | 115.371    | 110         | Landligt distrikt   | Derbyshire           |
| Gedling                   | 117.896    | 120         | Landligt distrikt   | Nottinghamshire      |
| Harborough                | 93.807     | 592         | Landligt distrikt   | Leicestershire       |
| High Peak                 | 92.666     | 539         | Landligt distrikt   | Derbyshire           |
| Hinckley and Bosworth     | 113.136    | 297         | Landligt distrikt   | Leicestershire       |
| Leicester                 | 354.224    | 73          | Enhedslig myndighed | Leicestershire       |
| Lincoln                   | 99.299     | 36          | Landligt distrikt   | Lincolnshire         |
| Mansfield                 | 109.313    | 77          | Landligt distrikt   | Nottinghamshire      |
| Melton                    | 51.209     | 481         | Landligt distrikt   | Leicestershire       |
| Newark and Sherwood       | 122.421    | 651         | Landligt distrikt   | Nottinghamshire      |
| North East Derbyshire     | 101.462    | 276         | Landligt distrikt   | Derbyshire           |
| North Kesteven            | 116.915    | 922         | Landligt distrikt   | Lincolnshire         |
| North Northamptonshire    | 348.228    | 986         | Enhedslig myndighed | Northamptonshire     |
| North West Leicestershire | 103.611    | 279         | Landligt distrikt   | Leicestershire       |
| Nottingham                | 332.900    | 75          | Enhedslig myndighed | Nottinghamshire      |
| Oadby and Wigston         | 57.015     | 24          | Landligt distrikt   | Leicestershire       |
| Rushcliffe                | 119.184    | 409         | Landligt distrikt   | Nottinghamshire      |
| Rutland                   | 39.927     | 382         | Enhedslig myndighed | Rutland              |
| South Derbyshire          | 107.261    | 338         | Landligt distrikt   | Derbyshire           |
| South Holland             | 95.019     | 751         | Landligt distrikt   | Lincolnshire         |
| South Kesteven            | 142.424    | 943         | Landligt distrikt   | Lincolnshire         |
| West Lindsey              | 95.667     | 1.156       | Landligt distrikt   | Lincolnshire         |
| West Northamptonshire     | 405.050    | 1.378       | Enhedslig myndighed | Northamptonshire     |

### East of England
Der er 45 distrikter i the East of England.
| Distrikt                    | Befolkning | Areal (km2) | Type                | Ceremonielt grevskab |
| --------------------------- | ---------- | ----------- | ------------------- | -------------------- |
| Babergh                     | 92.036     | 594         | Landligt distrikt   | Suffolk              |
| Basildon                    | 187.199    | 110         | Landligt distrikt   | Essex                |
| Bedford                     | 173.292    | 476         | Enhedslig myndighed | Bedfordshire         |
| Braintree                   | 152.604    | 612         | Landligt distrikt   | Essex                |
| Breckland                   | 139.968    | 1.305       | Landligt distrikt   | Norfolk              |
| Brentwood                   | 77.021     | 153         | Landligt distrikt   | Essex                |
| Broadland                   | 130.783    | 552         | Landligt distrikt   | Norfolk              |
| Broxbourne                  | 97.279     | 51          | Landligt distrikt   | Hertfordshire        |
| Cambridge                   | 124.798    | 41          | Landligt distrikt   | Cambridgeshire       |
| Castle Point                | 90.376     | 45          | Landligt distrikt   | Essex                |
| Central Bedfordshire        | 288.648    | 716         | Enhedslig myndighed | Bedfordshire         |
| Chelmsford                  | 178.388    | 339         | Landligt distrikt   | Essex                |
| Colchester                  | 194.706    | 329         | Landligt distrikt   | Essex                |
| Dacorum                     | 154.763    | 212         | Landligt distrikt   | Hertfordshire        |
| East Cambridgeshire         | 89.840     | 651         | Landligt distrikt   | Cambridgeshire       |
| East Hertfordshire          | 149.748    | 476         | Landligt distrikt   | Hertfordshire        |
| East Suffolk                | 249.461    | 1.262       | Landligt distrikt   | Suffolk              |
| Epping Forest               | 131.689    | 339         | Landligt distrikt   | Essex                |
| Fenland                     | 101.850    | 546         | Landligt distrikt   | Cambridgeshire       |
| Great Yarmouth              | 99.336     | 174         | Landligt distrikt   | Norfolk              |
| Harlow                      | 87.067     | 31          | Landligt distrikt   | Essex                |
| Hertsmere                   | 104.919    | 101         | Landligt distrikt   | Hertfordshire        |
| Huntingdonshire             | 177.963    | 906         | Landligt distrikt   | Cambridgeshire       |
| Ipswich                     | 136.913    | 40          | Landligt distrikt   | Suffolk              |
| King's Lynn og West Norfolk | 151.383    | 1.439       | Landligt distrikt   | Norfolk              |
| Luton                       | 213.052    | 43          | Enhedslig myndighed | Bedfordshire         |
| Maldon                      | 64.926     | 359         | Landligt distrikt   | Essex                |
| Mid Suffolk                 | 103.895    | 871         | Landligt distrikt   | Suffolk              |
| North Hertfordshire         | 133.570    | 375         | Landligt distrikt   | Hertfordshire        |
| North Norfolk               | 104.837    | 962         | Landligt distrikt   | Norfolk              |
| Norwich                     | 140.573    | 39          | Landligt distrikt   | Norfolk              |
| Peterborough                | 202.259    | 343         | Enhedslig myndighed | Cambridgeshire       |
| Rochford                    | 87.368     | 169         | Landligt distrikt   | Essex                |
| St Albans                   | 148.452    | 161         | Landligt distrikt   | Hertfordshire        |
| South Cambridgeshire        | 159.086    | 902         | Landligt distrikt   | Cambridgeshire       |
| South Norfolk               | 140.880    | 908         | Landligt distrikt   | Norfolk              |
| Southend-on-Sea             | 183.125    | 42          | Enhedslig myndighed | Essex                |
| Stevenage                   | 87.845     | 26          | Landligt distrikt   | Hertfordshire        |
| Tendring                    | 146.561    | 338         | Landligt distrikt   | Essex                |
| Three Rivers                | 93.323     | 89          | Landligt distrikt   | Hertfordshire        |
| Thurrock                    | 174.341    | 163         | Enhedslig myndighed | Essex                |
| Uttlesford                  | 91.284     | 641         | Landligt distrikt   | Essex                |
| Watford                     | 96.577     | 21          | Landligt distrikt   | Hertfordshire        |
| Welwyn Hatfield             | 123.043    | 130         | Landligt distrikt   | Hertfordshire        |
| West Suffolk                | 179.045    | 1.035       | Landligt distrikt   | Suffolk              |

### Greater London
Der er 33 distrikter i Greater London.
| Distrikt               | Befolkning | Areal (km2) | Type                                             | Ceremonielt grevskab |
| ---------------------- | ---------- | ----------- | ------------------------------------------------ | -------------------- |
| Barking and Dagenham   | 212.906    | 36          | London-bydel                                     | Greater London       |
| Barnet                 | 395.869    | 87          | London-bydel                                     | Greater London       |
| Bexley                 | 248.287    | 61          | London-bydel                                     | Greater London       |
| Brent                  | 329.771    | 43          | London-bydel                                     | Greater London       |
| Bromley                | 332.336    | 150         | London-bydel                                     | Greater London       |
| Camden                 | 270.029    | 22          | London-bydel                                     | Greater London       |
| City of London         | 9.721      | 3           | Særegent distrikt, effektivt set en London-bydel | City of London       |
| Croydon                | 386.710    | 86          | London-bydel                                     | Greater London       |
| Ealing                 | 341.806    | 56          | London-bydel                                     | Greater London       |
| Enfield                | 333.794    | 81          | London-bydel                                     | Greater London       |
| Greenwich              | 287.942    | 47          | London-bydel                                     | Greater London       |
| Hackney                | 281.120    | 19          | London-bydel                                     | Greater London       |
| Hammersmith and Fulham | 185.143    | 16          | London-bydel                                     | Greater London       |
| Haringey               | 268.647    | 30          | London-bydel                                     | Greater London       |
| Harrow                 | 251.160    | 50          | London-bydel                                     | Greater London       |
| Havering               | 259.552    | 112         | London-bydel                                     | Greater London       |
| Hillingdon             | 306.870    | 116         | London-bydel                                     | Greater London       |
| Hounslow               | 271.523    | 56          | London-bydel                                     | Greater London       |
| Islington              | 242.467    | 15          | London-bydel                                     | Greater London       |
| Kensington and Chelsea | 156.129    | 12          | London-bydel                                     | Greater London       |
| Kingston upon Thames   | 177.507    | 37          | London-bydel                                     | Greater London       |
| Lambeth                | 326.034    | 27          | London-bydel                                     | Greater London       |
| Lewisham               | 305.842    | 35          | London-bydel                                     | Greater London       |
| Merton                 | 206.548    | 38          | London-bydel                                     | Greater London       |
| Newham                 | 353.134    | 36          | London-bydel                                     | Greater London       |
| Redbridge              | 305.222    | 56          | London-bydel                                     | Greater London       |
| Richmond upon Thames   | 198.019    | 57          | London-bydel                                     | Greater London       |
| Southwark              | 318.830    | 29          | London-bydel                                     | Greater London       |
| Sutton                 | 206.349    | 44          | London-bydel                                     | Greater London       |
| Tower Hamlets          | 324.745    | 20          | London-bydel                                     | Greater London       |
| Waltham Forest         | 276.983    | 39          | London-bydel                                     | Greater London       |
| Wandsworth             | 329.677    | 34          | London-bydel                                     | Greater London       |
| Westminster            | 261.317    | 21          | London-bydel                                     | Greater London       |

### North East England
Der er 12 distrikter i North East England.
| Distrikt             | Befolkning | Areal (km2) | Type                 | Ceremonielt grevskab                         |
| -------------------- | ---------- | ----------- | -------------------- | -------------------------------------------- |
| County Durham        | 530.094    | 2.226       | Enhedslig myndighed  | County Durham                                |
| Darlington           | 106.803    | 197         | Enhedslig myndighed  | County Durham                                |
| Gateshead            | 202.055    | 142         | Metropolitan borough | Tyne and Wear                                |
| Hartlepool           | 93.663     | 94          | Enhedslig myndighed  | County Durham                                |
| Middlesbrough        | 140.980    | 54          | Enhedslig myndighed  | North Yorkshire                              |
| Newcastle upon Tyne  | 302.820    | 113         | Metropolitan borough | Tyne and Wear                                |
| North Tyneside       | 207.913    | 82          | Metropolitan borough | Tyne and Wear                                |
| Northumberland       | 322.434    | 5.014       | Enhedslig myndighed  | Northumberland                               |
| Redcar and Cleveland | 137.150    | 245         | Enhedslig myndighed  | North Yorkshire                              |
| South Tyneside       | 150.976    | 64          | Metropolitan borough | Tyne and Wear                                |
| Stockton-on-Tees     | 197.348    | 205         | Enhedslig myndighed  | Delt mellem County Durham og North Yorkshire |
| Sunderland           | 277.705    | 137         | Metropolitan borough | Tyne and Wear                                |

### North West England
Der er 35 distrikter i North West England.
| Distrikt                  | Befolkning | Areal (km2) | Type                 | Ceremonielt grevskab |
| ------------------------- | ---------- | ----------- | -------------------- | -------------------- |
| Blackburn with Darwen     | 149.696    | 137         | Enhedslig myndighed  | Lancashire           |
| Blackpool                 | 139.446    | 35          | Enhedslig myndighed  | Lancashire           |
| Bolton                    | 287.550    | 140         | Metropolitan borough | Greater Manchester   |
| Burnley                   | 88.920     | 111         | Landligt distrikt    | Lancashire           |
| Bury                      | 190.990    | 99          | Metropolitan borough | Greater Manchester   |
| Cheshire East             | 384.152    | 1.166       | Enhedslig myndighed  | Cheshire             |
| Cheshire West and Chester | 343.071    | 917         | Enhedslig myndighed  | Cheshire             |
| Chorley                   | 118.216    | 203         | Landligt distrikt    | Lancashire           |
| Cumberland                | 274.622    | 3.013       | Enhedslig myndighed  | Cumbria              |
| Fylde                     | 80.780     | 166         | Landligt distrikt    | Lancashire           |
| Halton                    | 129.410    | 79          | Enhedslig myndighed  | Cheshire             |
| Hyndburn                  | 81.043     | 73          | Landligt distrikt    | Lancashire           |
| Knowsley                  | 150.862    | 87          | Metropolitan borough | Merseyside           |
| Lancaster                 | 146.038    | 576         | Landligt distrikt    | Lancashire           |
| Liverpool                 | 498.042    | 112         | Metropolitan borough | Merseyside           |
| Manchester                | 552.858    | 116         | Metropolitan borough | Greater Manchester   |
| Oldham                    | 237.110    | 142         | Metropolitan borough | Greater Manchester   |
| Pendle                    | 92.112     | 169         | Landligt distrikt    | Lancashire           |
| Preston                   | 143.135    | 142         | Landligt distrikt    | Lancashire           |
| Ribble Valley             | 60.888     | 583         | Landligt distrikt    | Lancashire           |
| Rochdale                  | 222.412    | 158         | Metropolitan borough | Greater Manchester   |
| Rossendale                | 71.482     | 138         | Landligt distrikt    | Lancashire           |
| St Helens                 | 180.585    | 136         | Metropolitan borough | Merseyside           |
| Salford                   | 258.834    | 97          | Metropolitan borough | Greater Manchester   |
| Sefton                    | 276.410    | 155         | Metropolitan borough | Merseyside           |
| South Ribble              | 110.788    | 113         | Landligt distrikt    | Lancashire           |
| Stockport                 | 293.423    | 126         | Metropolitan borough | Greater Manchester   |
| Tameside                  | 226.493    | 103         | Metropolitan borough | Greater Manchester   |
| Trafford                  | 237.354    | 106         | Metropolitan borough | Greater Manchester   |
| Warrington                | 210.014    | 181         | Enhedslig myndighed  | Cheshire             |
| West Lancashire           | 114.306    | 347         | Landligt distrikt    | Lancashire           |
| Westmorland and Furness   | 225.390    | 3.754       | Enhedslig myndighed  | Cumbria              |
| Wigan                     | 328.662    | 188         | Metropolitan borough | Greater Manchester   |
| Wirral                    | 324.011    | 157         | Metropolitan borough | Merseyside           |
| Wyre                      | 112.091    | 282         | Landligt distrikt    | Lancashire           |

### South East England
Der er 64 distrikter i South East England.
| Distrikt               | Befolkning | Areal (km2) | Type                | Ceremonielt grevskab |
| ---------------------- | ---------- | ----------- | ------------------- | -------------------- |
| Adur                   | 64.301     | 42          | Landligt distrikt   | West Sussex          |
| Arun                   | 160.758    | 221         | Landligt distrikt   | West Sussex          |
| Ashford                | 130.032    | 581         | Landligt distrikt   | Kent                 |
| Basingstoke and Deane  | 176.582    | 634         | Landligt distrikt   | Hampshire            |
| Bracknell Forest       | 122.549    | 109         | Enhedslig myndighed | Berkshire            |
| Brighton and Hove      | 290.885    | 83          | Enhedslig myndighed | East Sussex          |
| Buckinghamshire        | 543.973    | 1.565       | Enhedslig myndighed | Buckinghamshire      |
| Canterbury             | 165.394    | 309         | Landligt distrikt   | Kent                 |
| Cherwell               | 150.503    | 589         | Landligt distrikt   | Oxfordshire          |
| Chichester             | 121.129    | 786         | Landligt distrikt   | West Sussex          |
| Crawley                | 112.409    | 45          | Landligt distrikt   | West Sussex          |
| Dartford               | 112.606    | 73          | Landligt distrikt   | Kent                 |
| Dover                  | 118.131    | 315         | Landligt distrikt   | Kent                 |
| East Hampshire         | 122.308    | 514         | Landligt distrikt   | Hampshire            |
| Eastbourne             | 103.745    | 44          | Landligt distrikt   | East Sussex          |
| Eastleigh              | 133.584    | 80          | Landligt distrikt   | Hampshire            |
| Elmbridge              | 136.795    | 95          | Landligt distrikt   | Surrey               |
| Epsom and Ewell        | 80.627     | 34          | Landligt distrikt   | Surrey               |
| Fareham                | 116.233    | 74          | Landligt distrikt   | Hampshire            |
| Folkestone and Hythe   | 112.996    | 357         | Landligt distrikt   | Kent                 |
| Gosport                | 84.838     | 25          | Landligt distrikt   | Hampshire            |
| Gravesham              | 106.939    | 99          | Landligt distrikt   | Kent                 |
| Guildford              | 148.998    | 271         | Landligt distrikt   | Surrey               |
| Hart                   | 97.073     | 215         | Landligt distrikt   | Hampshire            |
| Hastings               | 92.661     | 30          | Landligt distrikt   | East Sussex          |
| Havant                 | 126.220    | 55          | Landligt distrikt   | Hampshire            |
| Horsham                | 143.791    | 530         | Landligt distrikt   | West Sussex          |
| Isle of Wight          | 141.771    | 380         | Enhedslig myndighed | Isle of Wight        |
| Lewes                  | 103.268    | 292         | Landligt distrikt   | East Sussex          |
| Maidstone              | 171.826    | 393         | Landligt distrikt   | Kent                 |
| Medway                 | 278.556    | 194         | Enhedslig myndighed | Kent                 |
| Mid Sussex             | 151.022    | 334         | Landligt distrikt   | West Sussex          |
| Milton Keynes          | 269.457    | 309         | Enhedslig myndighed | Buckinghamshire      |
| Mole Valley            | 87.245     | 258         | Landligt distrikt   | Surrey               |
| New Forest             | 180.086    | 753         | Landligt distrikt   | Hampshire            |
| Oxford                 | 152.457    | 46          | Landligt distrikt   | Oxfordshire          |
| Portsmouth             | 214.905    | 40          | Enhedslig myndighed | Hampshire            |
| Reading                | 161.780    | 40          | Enhedslig myndighed | Berkshire            |
| Reigate and Banstead   | 148.748    | 129         | Landligt distrikt   | Surrey               |
| Rother                 | 96.080     | 509         | Landligt distrikt   | East Sussex          |
| Runnymede              | 89.424     | 78          | Landligt distrikt   | Surrey               |
| Rushmoor               | 94.599     | 39          | Landligt distrikt   | Hampshire            |
| Sevenoaks              | 120.750    | 369         | Landligt distrikt   | Kent                 |
| Slough                 | 149.539    | 33          | Enhedslig myndighed | Berkshire            |
| South Oxfordshire      | 142.057    | 679         | Landligt distrikt   | Oxfordshire          |
| Southampton            | 252.520    | 50          | Enhedslig myndighed | Hampshire            |
| Spelthorne             | 99.844     | 45          | Landligt distrikt   | Surrey               |
| Surrey Heath           | 89.305     | 95          | Landligt distrikt   | Surrey               |
| Swale                  | 150.082    | 374         | Landligt distrikt   | Kent                 |
| Tandridge              | 88.129     | 248         | Landligt distrikt   | Surrey               |
| Test Valley            | 126.160    | 628         | Landligt distrikt   | Hampshire            |
| Thanet                 | 141.922    | 103         | Landligt distrikt   | Kent                 |
| Tonbridge and Malling  | 132.153    | 240         | Landligt distrikt   | Kent                 |
| Tunbridge Wells        | 118.724    | 331         | Landligt distrikt   | Kent                 |
| Vale of White Horse    | 136.007    | 578         | Landligt distrikt   | Oxfordshire          |
| Waverley               | 126.328    | 345         | Landligt distrikt   | Surrey               |
| Wealden                | 161.475    | 833         | Landligt distrikt   | East Sussex          |
| West Berkshire         | 158.450    | 704         | Enhedslig myndighed | Berkshire            |
| West Oxfordshire       | 110.643    | 714         | Landligt distrikt   | Oxfordshire          |
| Winchester             | 124.859    | 661         | Landligt distrikt   | Hampshire            |
| Windsor and Maidenhead | 151.422    | 197         | Enhedslig myndighed | Berkshire            |
| Woking                 | 100.793    | 64          | Landligt distrikt   | Surrey               |
| Wokingham              | 171.119    | 179         | Enhedslig myndighed | Berkshire            |
| Worthing               | 110.570    | 33          | Landligt distrikt   | West Sussex          |

### South West England
Der er 27 distrikter i South West England.
| Distrikt                              | Befolkning | Areal (km2) | Type                                                    | Ceremonielt grevskab |
| ------------------------------------- | ---------- | ----------- | ------------------------------------------------------- | -------------------- |
| Bath and North East Somerset          | 193.282    | 346         | Enhedslig myndighed                                     | Somerset             |
| Bournemouth, Christ- church and Poole | 395.331    | 161         | Enhedslig myndighed                                     | Dorset               |
| Bristol                               | 463.377    | 110         | Enhedslig myndighed                                     | Bristol              |
| Cheltenham                            | 116.306    | 47          | Landligt distrikt                                       | Gloucestershire      |
| Cornwall                              | 569.578    | 3.546       | Enhedslig myndighed                                     | Cornwall             |
| Cotswold                              | 89.862     | 1.165       | Landligt distrikt                                       | Gloucestershire      |
| Dorset                                | 378.508    | 2.491       | Enhedslig myndighed                                     | Dorset               |
| East Devon                            | 146.284    | 814         | Landligt distrikt                                       | Devon                |
| Exeter                                | 131.405    | 47          | Landligt distrikt                                       | Devon                |
| Forest of Dean                        | 86.791     | 526         | Landligt distrikt                                       | Gloucestershire      |
| Gloucester                            | 129.128    | 41          | Landligt distrikt                                       | Gloucestershire      |
| Isles of Scilly                       | 2.224      | 16          | Særegent distrikt, effektivt set en enhedslig myndighed | Cornwall             |
| Mid Devon                             | 82.311     | 913         | Landligt distrikt                                       | Devon                |
| North Devon                           | 97.145     | 1.086       | Landligt distrikt                                       | Devon                |
| North Somerset                        | 215.052    | 374         | Enhedslig myndighed                                     | Somerset             |
| Plymouth                              | 252.100    | 80          | Enhedslig myndighed                                     | Devon                |
| Somerset                              | 562.225    | 3.450       | Enhedslig myndighed                                     | Somerset             |
| South Gloucestershire                 | 285.093    | 497         | Enhedslig myndighed                                     | Gloucestershire      |
| South Hams                            | 87.004     | 886         | Landligt distrikt                                       | Devon                |
| Stroud                                | 119.964    | 461         | Landligt distrikt                                       | Gloucestershire      |
| Swindon                               | 222.193    | 230         | Enhedslig myndighed                                     | Wiltshire            |
| Teignbridge                           | 134.163    | 674         | Landligt distrikt                                       | Devon                |
| Tewkesbury                            | 95.019     | 414         | Landligt distrikt                                       | Gloucestershire      |
| Torbay                                | 136.264    | 63          | Enhedslig myndighed                                     | Devon                |
| Torridge                              | 68.267     | 984         | Landligt distrikt                                       | Devon                |
| West Devon                            | 55.796     | 1.160       | Landligt distrikt                                       | Devon                |
| Wiltshire                             | 500.024    | 3.255       | Enhedslig myndighed                                     | Wiltshire            |

### West Midlands
Der er 30 distrikter i the West Midlands.
| Distrikt                | Befolkning | Areal (km2) | Type                 | Ceremonielt grevskab |
| ----------------------- | ---------- | ----------- | -------------------- | -------------------- |
| Birmingham              | 1.141.816  | 268         | Metropolitan borough | West Midlands        |
| Bromsgrove              | 99.881     | 217         | Landligt distrikt    | Worcestershire       |
| Cannock Chase           | 100.762    | 79          | Landligt distrikt    | Staffordshire        |
| Coventry                | 371.521    | 99          | Metropolitan borough | West Midlands        |
| Dudley                  | 321.596    | 98          | Metropolitan borough | West Midlands        |
| East Staffordshire      | 119.754    | 387         | Landligt distrikt    | Staffordshire        |
| Herefordshire           | 192.801    | 2.180       | Enhedslig myndighed  | Herefordshire        |
| Lichfield               | 104.756    | 331         | Landligt distrikt    | Staffordshire        |
| Malvern Hills           | 78.698     | 577         | Landligt distrikt    | Worcestershire       |
| Newcastle-under-Lyme    | 129.441    | 211         | Landligt distrikt    | Staffordshire        |
| North Warwickshire      | 65.264     | 284         | Landligt distrikt    | Warwickshire         |
| Nuneaton and Bedworth   | 129.883    | 79          | Landligt distrikt    | Warwickshire         |
| Redditch                | 85.261     | 54          | Landligt distrikt    | Worcestershire       |
| Rugby                   | 108.935    | 351         | Landligt distrikt    | Warwickshire         |
| Sandwell                | 328.450    | 86          | Metropolitan borough | West Midlands        |
| Shropshire              | 323.136    | 3.197       | Enhedslig myndighed  | Shropshire           |
| Solihull                | 216.374    | 178         | Metropolitan borough | West Midlands        |
| South Staffordshire     | 112.436    | 407         | Landligt distrikt    | Staffordshire        |
| Stafford                | 137.280    | 598         | Landligt distrikt    | Staffordshire        |
| Staffordshire Moorlands | 98.435     | 576         | Landligt distrikt    | Staffordshire        |
| Stoke-on-Trent          | 256.375    | 93          | Enhedslig myndighed  | Staffordshire        |
| Stratford-on-Avon       | 130.098    | 978         | Landligt distrikt    | Warwickshire         |
| Tamworth                | 76.696     | 31          | Landligt distrikt    | Staffordshire        |
| Telford and Wrekin      | 179.854    | 290         | Enhedslig myndighed  | Shropshire           |
| Walsall                 | 285.478    | 104         | Metropolitan borough | West Midlands        |
| Warwick                 | 143.753    | 283         | Landligt distrikt    | Warwickshire         |
| Wolverhampton           | 263.357    | 69          | Metropolitan borough | West Midlands        |
| Worcester               | 101.222    | 33          | Landligt distrikt    | Worcestershire       |
| Wychavon                | 129.433    | 664         | Landligt distrikt    | Worcestershire       |
| Wyre Forest             | 101.291    | 195         | Landligt distrikt    | Worcestershire       |

### Yorkshire and the Humber
Der er 15 distrikter i Yorkshire and the Humber.
| Distrikt                | Befolkning | Areal (km2) | Type                 | Ceremonielt grevskab |
| ----------------------- | ---------- | ----------- | -------------------- | -------------------- |
| Barnsley                | 246.866    | 329         | Metropolitan borough | South Yorkshire      |
| Bradford                | 539.776    | 366         | Metropolitan borough | West Yorkshire       |
| Calderdale              | 211.455    | 364         | Metropolitan borough | West Yorkshire       |
| Doncaster               | 311.890    | 568         | Metropolitan borough | South Yorkshire      |
| East Yorkshire          | 341.173    | 2.405       | Enhedslig myndighed  | East Yorkshire       |
| Hull                    | 259.778    | 71          | Enhedslig myndighed  | East Yorkshire       |
| Kirklees                | 439.787    | 409         | Metropolitan borough | West Yorkshire       |
| Leeds                   | 793.139    | 552         | Metropolitan borough | West Yorkshire       |
| North East Lincolnshire | 159.563    | 192         | Enhedslig myndighed  | Lincolnshire         |
| North Lincolnshire      | 172.292    | 846         | Enhedslig myndighed  | Lincolnshire         |
| North Yorkshire         | 618.054    | 8.037       | Enhedslig myndighed  | North Yorkshire      |
| Rotherham               | 265.411    | 287         | Metropolitan borough | South Yorkshire      |
| Sheffield               | 584.853    | 368         | Metropolitan borough | South Yorkshire      |
| Wakefield               | 348.312    | 339         | Metropolitan borough | West Yorkshire       |
| York                    | 210.618    | 272         | Enhedslig myndighed  | North Yorkshire      |